# Пара

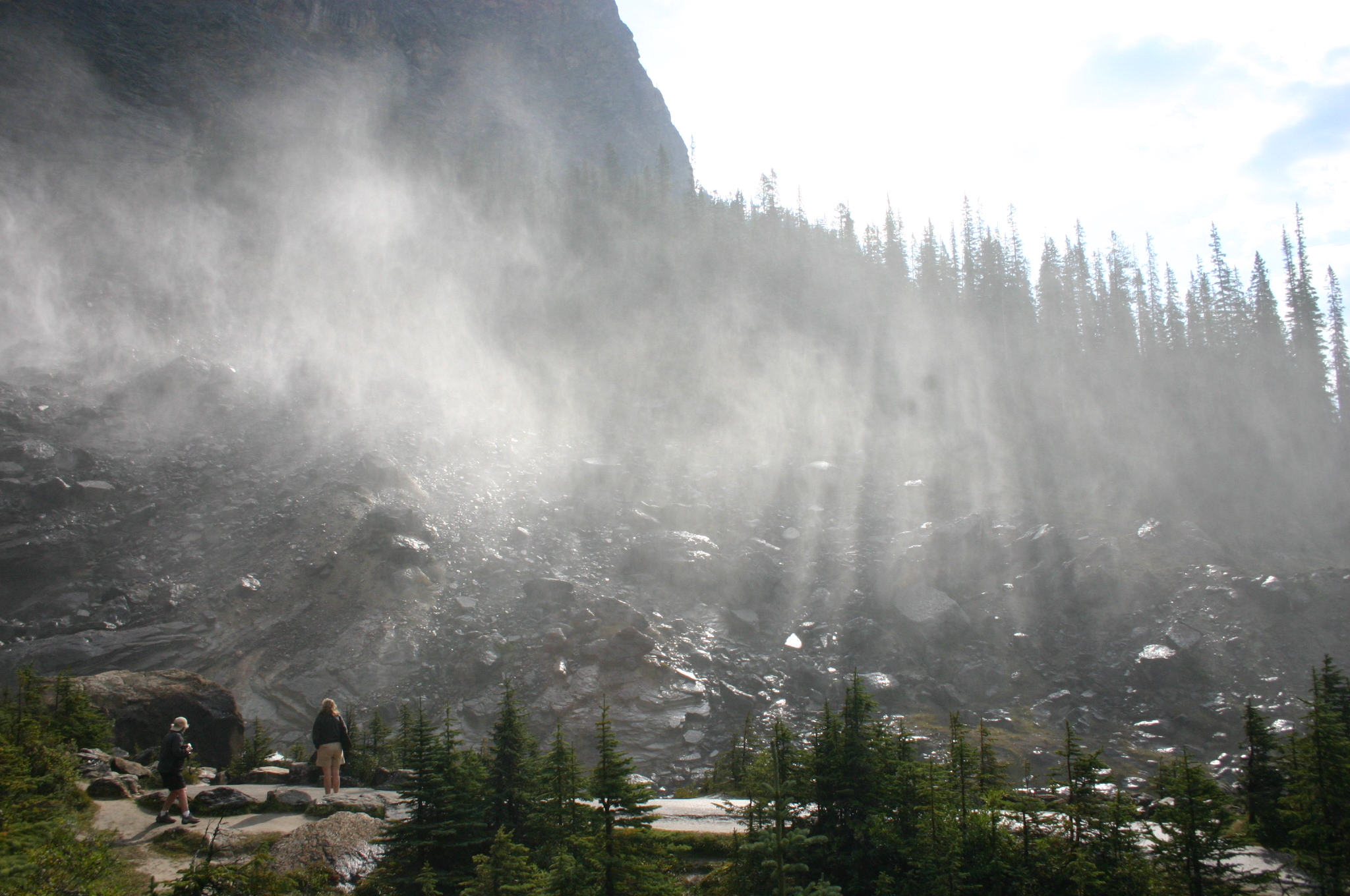
Випаровування води з поверхні ґрунту

Па́ра — газоподібний стан речовини в умовах, коли газова фаза може перебувати в рівновазі з рідкою чи твердою фазами тієї ж речовини. При низькому тиску і високій температурі властивості пари наближаються до властивостей ідеального газу.

## Характеристики пари
Ступінь вологості пари ; англ. degree of vapour humidity, vapour (steam) humidity factor; нім. Dampffeuchtigkeitsstufe f) — масова частка рідини, яка міститься у вологій парі.
Ступінь сухості пари; англ. degree of vapour dryness, vapour (steam) dryness factor; нім. Dampftrockenheitsstufe f) — масова частка пари сухої, яка міститься в вологій насиченій парі.
Пружність насичення — максимально можливий вміст пари в повітрі при даній температурі.

## Різновиди
Розрізняють такі основні види станів пари хімічно чистих речовин:
- Насичена пара (рос. пар насыщенный; англ. saturated steam, saturated vapour; нім. gesättigter Dampf m) — пара, яка перебуває в термодинамічній рівновазі зі своєю рідиною. Син. — пара в точці (або за тиску) початку конденсації. Її густина є максимальною при даній температурі. Тиск насиченої пари не залежить від об′єму і зростає з підвищенням температури. Максимальний тиск насиченої пари буде при критичній температурі. Насиченою називають і пару, яка при температурі, нижчій за температуру потрійної точки речовини, перебуває в рівновазі з твердою фазою.
- Пара насичена волога (рос. пар насыщенный влажный; англ. saturated wet steam, saturated wet vapour, нім. feuchter gesättigter Dampf m) — суміш пари і дрібненьких крапель рідини, що утворюється під час кипіння.
- Пара насичена суха, (рос. пар насыщенний сухой; англ. saturated dry steam, saturated dry vapour, нім. trockener gesättigter Dampf m — пара насичена, яка перебуває в нестійкому стані під час переходу із насиченої пари в пару перегріту.
- Ненасичена пара
- Пара недонасичена (рос. пар недонасыщенный; англ. undersaturated vapour; нім. untergesättigter Dampf m) — пара, в якій за даних умов може розчинитися додаткова кількість рідини.
- Перенасичена пара
- Пара перегріта (рос. пар перегретый; англ. superheated steam, нім. Heissdampf m, überhitzter Dampf m) — пара, яка при однаковому тиску з насиченою має температуру вищу, ніж температура кипіння.